# Могилата (квартал на Кюстендил)
Вижте пояснителната страница за други значения на Могилата.
„Могилата“ е квартал в град Кюстендил.

## Разположение и граници
Квартал „Могилата“ се намира в западната част на Кюстендил, северно от река Банщица. Разположен е между бул. „Македония“ и улиците „Шести септември“, „Чаталджа“ и „Девети май“. Устройственият план на квартала е одобрен със Заповед № 1345/1965 г.
Името си квартала получава заради тракийската могила, която се намира в двора на Държавното ловно стопанство „Осогово“.

## Исторически, културни и природни забележителности
- Тракийска могила, дала името на квартала.

## Обществени институции и инфраструктура
В квартала преобладава многоетажното тухлено жилищно строителство на еднофамилни и многофамилни сгради. В квартала се намират Спортно училище „Васил Левски“, 5-о ОУ „Христо Ботев“, административната сграда на Държавно ловно стопанство „Осогово“ (най-голямото в страната), търговски хипермаркет „Кауфланд“, както и множество търговски обекти.